# サンパルホールぬまくま

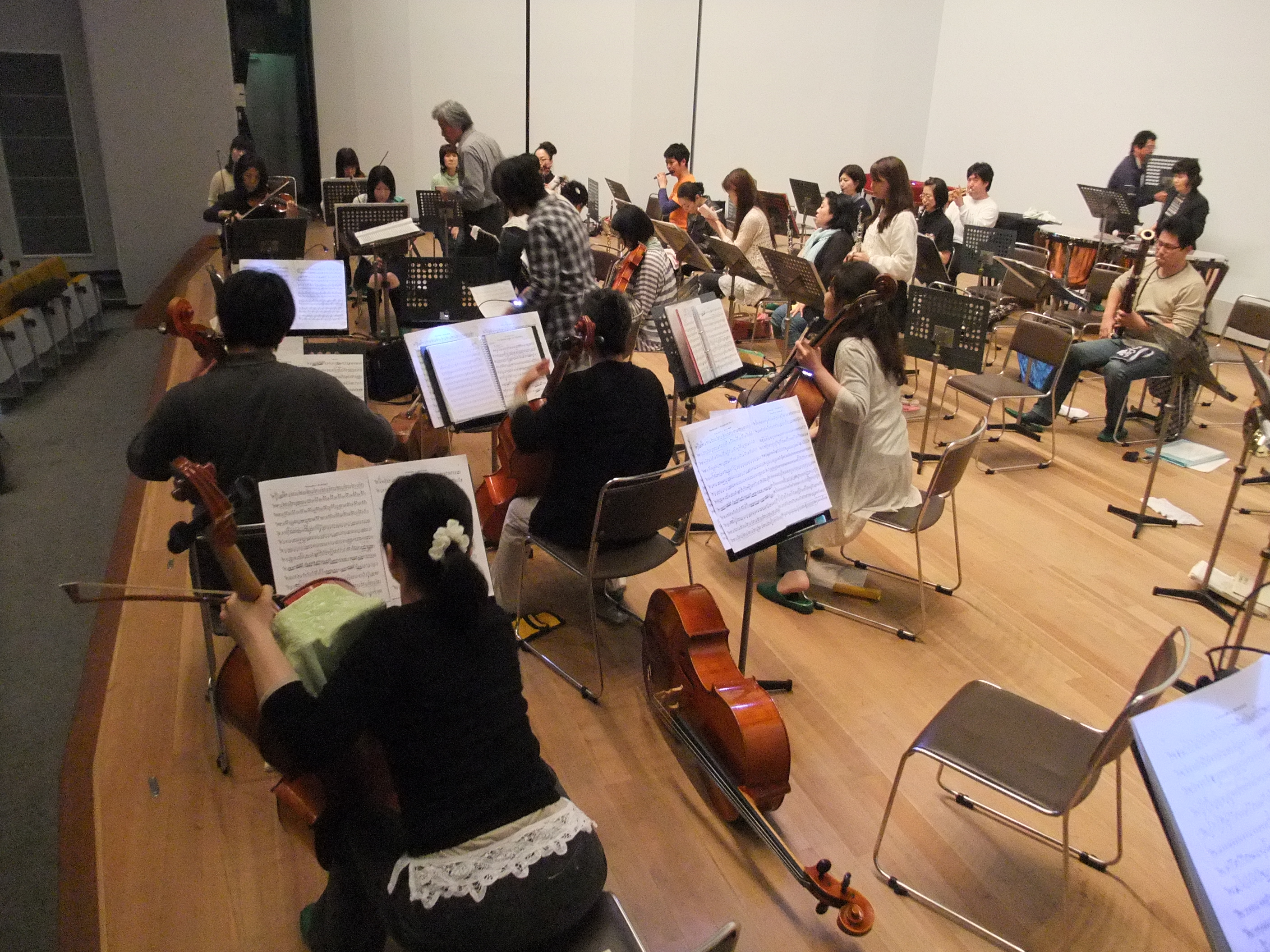
舞台

サンパルホールぬまくまは、広島県福山市沼隈町にある福山市立の多目的コンサートホール。

## 建物構造
- 構造  鉄筋コンクリート造
- 建築面積2,063m²
- 総工事費9億1,500万円
- 建築設計 伊藤喜三郎建築研究所
- 音響設計 永田音響設計

### 特徴
- 客席空間を直方形。壁はコンクリートの打ち放し、客席の近くのみの、ボードによる拡散壁が設置されている。
- ホール基本形状は、天井高約14mの高いシューボックス型としたり、ステージ上の音響反射板を基本的に固定型（一部を回転させて多目的用途に利用）とするなどの工夫をして、クラシックコンサート時の音響を良くすることをかなり意図したホールで、中新田バッハホールと相通じるところがある。
- 音響については、カザルスホールよりホール容積がやや少ないせいか、より濃密な響きをもつとされている[2]。

### 概要
- ホール 500席（シューボックス型）
- トレーニング室 98㎡
- 文化教養室 30畳
- 調理実習室 52㎡
- 研修室 65㎡
- 視聴覚教室 101㎡
- 会議室 40㎡
- 実習場 229㎡

## アクセス
- JR新幹線福山駅から広島県道72号福山沼隈線経由、車で約40分。または鞆鉄バス常石・千年・阿伏兎行き　沼隈支所下車（約50分）
- JR山陽本線松永駅から車で約30分。
- 山陽道『福山西』より『尾道バイパス』経由、広島県道47号鞆松永線「沼隈方面」へ車で35分
- 広島空港から山陽道『福山西』経由、タクシーで80分

## 周辺施設
- 道の駅アリストぬまくま
- 福山市役所 沼隈図書館
- ぬまくまハーブガーデン
- みろくの里
- ツネイシスタジアム
- 神勝寺温泉
- マリンパーク境ガ浜
- 鞆の浦
- 仙酔島
- ツネイシホールディングス

## 特記事項
- ホールの完成を記念してサンパルオーケストラが結成された。
- 運営は、公益財団法人ふくやま芸術文化財団